# Manoir de Qui-Qu'en-Grogne
Le manoir de Qui-Qu'en-Grogne dit aussi manoir de Boisboissel, ou hôtel de Maillé (vers 1700), ainsi qu’hôtel de Beauvoir (1789) et hôtel du Parc (1800),  est un édifice de la commune de Saint-Brieuc, dans le département des Côtes-d'Armor.
Il est inscrit dans sa totalité aux monuments historiques.

## Localisation
Le manoir est situé au 3, place du Général de Gaulle à Saint-Brieuc.

## Historique

### Origine des noms
L'origine de certains de ces nom semblerait être du Parc, du nom d'une famille alliée des Bréhant de l'Isle, elle même considérée comme une branche issue de l'illustre famille de Bréhan, de même pour Maillé, Beauvoir et Boisboissel.
Pour ce qui concerne la dénomination de l'hostel Quicangroigne, des sires de Boisboissel, ce qualificatif semble être un souvenir d'une parole prononcée dans un moment d'humeur par Arthur de Bretagne (1393-1458), connétable de Richemont lorsqu'il y vint en 1406, à la demande de son frère Jean V de Bretagne (1389-1442), pour châtier des rebelles qui s'étaient autorisés à grogner après certaines rigueurs fiscales.

### Les fondateurs
Les seigneurs de Boisboissel sont une très ancienne famille de la noblesse bretonne, prévôts féodés et héréditaires de l'évêque de Saint-Brieuc, faisant partie de l'ancienne chevalerie du duché de Bretagne. Cette seigneurie de la branche aînée passa par mariage dans la Maison du Rouvre au XIVe siècle, puis dans celle de Bréhant de l'Isle au XVIe siècle, puis dans celle des Maillé.

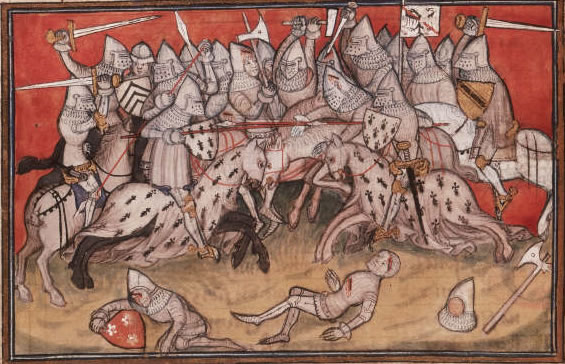
La Bataille d'Auray, miniature d'après la Chronique de Bertrand du Guesclin par Cuvelier. Londres, British Library.

Pierre de Boisboissel meurt en 1364 à la bataille d'Auray, lors de la dernière bataille de la guerre de Succession de Bretagne, sous les ordres de son ami Bertrand Du Guesclin. Il est inhumé dans l'église Saint-Michel de Saint-Brieuc, fondée par ses ancêtres. Il eut sa statue à côté de l'enfeu de sa famille, mais cette statue fut détruite. Il avait reçu son ami à plusieurs reprises dans son manoir de Quicangroigne à Saint-Brieuc.
En 1353 éclata une querelle avec Henry de Plédran, capitaine briochin, pour la raison que l'évêque Guy de Montfort, en poste depuis 1335, nomma Henry de Plédran capitaine de la tour et manoir et forteresse de Saint-Brieuc. Vexé par cette nomination qui allait à contre-sens des fonctions traditionnelles familiales, Pierre de Boisboissel et ses partisans se rendirent maîtres des lieux. Plédran contre-attaqua et pendant le combat, le feu prit à la tour ainsi qu'à l'église et au manoir épiscopal. Charles de Blois, dont les deux chevaliers tenaient le parti, vint régler le différend par une injonction écrite le 7 décembre 1354.
Pierre de Boisboissel n'ayant pas d'enfants, il laissa la seigneurie à sa sœur, épouse d'Hélie du Rouvre. Elle passa ensuite le 7 juillet 1583 à la Maison de Bréhant de l'Isle lors du contrat de mariage de Jacquette ou Jacqueline du Rouvre, fille de Bertrand du Rouvre, avec Jean de Bréhant de l'Isle. Le dernier des Bréhant étant le sieur Marie Jacques de Bréhant de l'Isle, militaire ayant pris part aux batailles de Fontenoy le 11 mai 1745, de Raucoux le 11 octobre 1746 et de Hastenbeck le 26 juillet 1757, ainsi qu'à d'autres sièges et combats dans lesquels il se distingua.
En 1592, lors de La Ligue, le manoir de Quicangroigne est livré au pillage et ses archives sont détruites.

### Avant la Révolution française
Madeleine-Angélique de Bréhant de l'Isle (1750-1819),, fille unique du marquis Marie-Jacques de Bréhant de l'Isle (mort en 1764) et de son épouse Marie-Jeanne Angélique Delpech. Elle épousa le 8 mars 1769, le comte Charles-René de Maillé de La Tour-Landry (1732-1791) qui vendit cette propriété venant de son épouse, à Georges Claude Hérisson de Beauvoir (1728-1796), avant la Révolution française.

### Pendant la Révolution française
En 1795, Jean-François-Pierre Poulain de Corbion (1743-1799), ancien maire de Saint-Brieuc (1779), membre de la Constituante, commissaire du Directoire exécutif près la municipalité fut « adjudicataire pour lui et sa famille le 5 août 1795 (18 thermidor an III), de l'hôtel et du parc de Beauvoir, confisqué par la Révolution. L'ensemble fut expertisé et divisé en trois lots le 22 août 1794 (5 fructidor an II), mais vendu en un seul lot sur une mise à prix de 90 266 livres, 3 sols, 9 deniers, moyennant 605 000 livres en assignats et 17 318 livres et 15 sols en numéraire ». 
Le 2 octobre 1799, lors du combat de Saint-Brieuc, Jean-François-Pierre Poulain de Corbion, acculé par les Chouans sur un mur de la cathédrale et sommé de clamer « Vive le roi », s'écria « Vive la République » avant d'être exécuté par les Chouans. Une plaque commémorative est apposée sur le mur de la cathédrale en juillet 1880,.

### XIXesiècle
Après la mort de Jean-François-Pierre Poulain de Corbion, sa fille Marie-Jeanne et son époux Mathurin-Sébastien Leduger-Fortmorel, propriétaires du manoir, font aux termes d'un acte notarié devant maîtres Marie-Joseph Conan et son confrère (non nommé), notaires royaux à Saint-Brieuc et agissant en qualité de propriétaires, héritiers et acquéreurs des parts des frères et sœurs et autres descendants et parents, vendent l'ensemble au comte Paul Zénobe louis Marie Frotier de Bagneux (1783-1858), préfet des Côtes-du-Nord (1822) et futur député du même département en 1827. Le contrat d'acquisition est signé le 11 janvier 1825 aux conditions suivantes : « la première l'acquéreur aux qualités entrera en jouissance des objets vendus par le présent à la saint-Michel 29 septembre prochain […] la vente est faite en faveur de la somme de 94 700 francs, vu le terrain réservé par monsieur Leuduger-Fortmorel, que les experts […] ont estimé à 1 300 francs ». 
Une ordonnance royale du 29 décembre 1824 autorise le préfet à faire l'acquisition de la maison dite du Parc et ses dépendances appartenant au sieur Fortmorel pour le prix de 96 000 francs qui sont affectés au logement de l'évêque, exception faite d'une partie des jardins qui revient à la préfecture.
Le manoir sert de palais épiscopal du 20 novembre 1825 à 1905.
Mgr Jacques-Jean-Pierre Le Mée, évêque de 1841 à 1858, le fit soigneusement réparer ainsi que ses successeurs. L'hôtel renferme une galerie à peu près complète des évêques depuis le XVIIe siècle où sont conservés entre autres tableaux une Sainte Famille de Jouvenet.
En 1838, Mgr Mathias Le Groing de La Romagère (1817-1841) passe commande de la décoration des lieux à Raphaël Donguy (1812-1877), qu'il réalise l'année suivante avec les ors, lambris et stucs.
Depuis 1905, le manoir est le siège de la Direction départementale de l'Équipement (DDE).

## Architecture
« Grand bâtiment, appelé la maison principale, distribué en un cours de caves souterraines, un perron en pierre de taille pour entrer au rez-de-chaussée qui est distribué en un vestibule, sur droite un appartement à coucher, un couroir, cuisine et office; sur la gauche une grande salle de laquelle on passe dans une seconde qui communique avec deux cabinets formant le bout de la maison vers le couchant; on monte par un grand escalier à volée construit en pierre de taille au premier étage composé de huit appartements, au-dessus sont des mansardes; au midi de ce bâtiment une très grande cour […] qui a sortie sur la place de la préfecture par un portail clos […] le parc […] ».
Le parc de plusieurs hectares que de Beauvoir-Hérisson avait ouvert au public est aujourd'hui partagé entre l'évêché et la préfecture.
Le grand escalier fut orné par les évêques de tapisseries des Gobelins. La tour du XVe siècle flanquée le long du bâtiment principal est dite tour du Saint-Esprit et conserve deux escaliers en pierre. Elle fait l'objet inscription aux monuments historiques par arrêté du 20 janvier 1926.